# Рио Сан Хуан
Рио Сан Хуан (на испански: Río San Juan) е един от 15-те департамента на Никарагуа. Рио Сан Хуан е с население от 133 737 жители (по приблизителна оценка от юни 2019 г.) и обща площ от 7543 км². Рио Сан Хуан е разделен на 6 общини. Столицата на департамента е град Сан Карлос.